# Shōjo Shūmatsu Ryokō
Shōjo Shūmatsu Ryokō (少女終末旅行) é um mangá japonês escrito e ilustrado por Tsukumizu. Foi serializado mensalmente através do site de mangá Kurage Bunch de Shinchosha entre fevereiro de 2014 e janeiro de 2018 e coletado em seis volumes de tankōbon.
Ele foi adaptado para anime pela White Fox, contendo 12 que cobriram principalmente os primeiros 4 volumes do mangá. Ele foi ao ar no Japão entre outubro e dezembro de 2017.
Em 2019, o mangá de Shōjo Shūmatsu Ryokō ganhou o 50.º Prêmio Seiun na categoria de melhor quadrinho.

## Enredo
A série segue duas garotas, Yuuri e Chito, enquanto elas navegam pelas ruínas da civilização após um apocalipse desconhecido. Enquanto viajam em seu Kettenkrad, eles procuram comida e suprimentos enquanto sobrevivem no dia a dia, às vezes encontrando outros sobreviventes durante sua jornada.

## Personagens
Chito (チト)
Voz de: Inori Minase
Um dos dois protagonistas principais. Apelidada de "Chii-chan", ela tem cabelo escuro. Ela tem um amplo conhecimento de máquinas e dirige o Kettenkrad. Ela é alfabetizada e uma leitora ávida. Ela é geralmente calma e composta, mas pode ser irritada por Yuuri ocasionalmente.
Yuuri (ユーリ, Yūri)
Voz de: Yurika Kubo
O segundo protagonista. Apelidada de "Yuu", ela tem cabelos loiros e é mais descontraída do que Chito. Ela não sabe ler, mas é proficiente com rifles e é uma excelente atiradora. Ela cavalga na parte de trás do Kettenkrad. Yuuri tem pouco medo do desconhecido e é bastante aventureiro. Ela é movida por seus desejos pessoais, como muitas vezes querer comer mais do que eles têm.
Kanazawa (カナザワ)
Voz de: Akira Ishida
Um viajante Chito e Yuuri se encontram enquanto tentam encontrar um caminho para o estrato superior da cidade. Ele é um cartógrafo que deseja mapear a cidade inteira. Ele deu sua câmera para Yuuri e Chito quando ele os deixou para continuar seu projeto de mapeamento.
Ishii (イシイ)
Voz de: Kotono Mitsuishi
Uma cientista que mora em uma base aérea abandonada está construindo um avião com base em registros antigos para que possa voar para outra cidade. Ela ajuda a consertar o Kettenkrad de Chito e Yuuri e pede a ajuda deles para terminar o avião. Ela deu batatas a Yuuri e Chito e disse a eles onde encontrar mais.
Nuko (ヌコ)
Voz de: Kana Hanazawa
Uma pequena criatura misteriosa que é longa e branca, parecida com um gato que Chito e Yuuri pegaram em sua jornada. Ele se comunica com as meninas por meio de sinais de rádio. Nuko pode mudar de forma para ativar mecanismos e gosta de comer balas. Posteriormente, é revelado que faz parte de uma espécie que consome armas e fontes de energia para estabilizá-los. Depois de ser descoberto por outros de sua própria espécie, ele parte com eles.

## Mídias

### Mangá
Shōjo Shūmatsu Ryokō foi escrito e ilustrado por Tsukumizu e serializada na revista online daShinchosha Kurage Bunch entre 21 fevereiro de 2014 e 12 de janeiro de 2018 e foi publicado em seis volumes tankōbon.
| N.º | Data de lançamento     | ISBN                                     |
| --- | ---------------------- | ---------------------------------------- |
| 1   | 8 de novembro de 2014  | 978-4-10-771781-8                        |
| 2   | 9 de julho de 2015     | 978-4-10-771830-3                        |
| 3   | 9 de fevereiro de 2016 | 978-4-10-771874-7                        |
| 4   | 9 de novembro de 2016  | 978-4-10-771929-4                        |
| 5   | 8 de setembro de 2017  | 978-4-10-772009-2                        |
| 6   | 9 de março de 2018     | 978-4-10-772060-3 978-4-10-772019-1 (EL) |

### Anime
Uma adaptação da série de anime para televisão pela White Fox foi anunciada pela Kadokawa na Anime Expo 2017, com Takaharu Ozaki como diretor, Kazuyuki Fudeyasu responsável pela composição da série e Mai Toda adaptando os designs dos personagens para a animação.  A série foi ao ar no Japão entre 6 de outubro e 22 de dezembro de 2017 na AT-X e outras estações. As dubladoras das protagonistas, Inori Minase e Yurika Kubo, interpretam os temas de abertura e encerramento, "Ugoku Ugoku" (動く、動く, Movimentando, Movimentando) e "More One Night" (Mais Uma Noite). Cada episódio consiste em 2 a 3 pequenas histórias interconectadas.

## Recepção
O mangá ganhou o 50.º Prêmio Seiun de Melhor Quadrinhos em 2019. A série de anime ganhou na categoria "Best Slice of Life" no 2.º Crunchyroll Anime Awards em 2018. A IGN também listou Shōjo Shūmatsu Ryokō como um dos melhores animes da década de 2010, descrevendo-o como um "anime sombrio" que é "tornado mais brilhante através da perspectiva (de Chito e Yuuri) em um mundo árido".